# Festival de Cinema Ásia-Pacífico

Evento de abertura do 22.º Festival de Cinema Ásia-Pacífico realizado no Centro Cívico de Busan em 1976

O Festival de Cinema Ásia-Pacífico (FCAP) é um festival de cinema anual organizado pela Federação de Produtores de Filmes na Ásia-Pacífico. O festival foi realizado pela primeira vez em Tóquio, Japão, em 1954.

## História
O festival foi realizado pela primeira vez em Tóquio, Japão, em 1954, como o Festival de Cinema do Sudeste Asiático. Para além do Japão, Hong Kong, a Federação da Malásia, as Filipinas, Taiwan e Tailândia participaram. O festival foi subsequentemente realizado num país diferente a cada ano, e o seu nome foi alterado para Festival de Cinema Ásia-Pacífico.

## Vencedores de Melhor Filme
| Ano                                                 | Filme                  | País          | Ref.   |
| --------------------------------------------------- | ---------------------- | ------------- | ------ |
| 1995                                                | Siao Yu                | Taiwan        | [ 5 ]  |
| 1996                                                | A Petal                | Coreia do Sul | [ 6 ]  |
| 1997                                                | Such a Life            | Taiwan        | [ 7 ]  |
| 1998                                                | Daun di Atas Bantal    | Indonésia     | [ 8 ]  |
| 1999                                                | Nang Nak               | Tailândia     | [ 9 ]  |
| 2000                                                | Sandy Lives            | Vietname      | [ 10 ] |
| 2001                                                | What Time Is It There? | Taiwan        | [ 11 ] |
| 2002                                                | Inochi                 | Japão         | [ 12 ] |
| 2003                                                | A Little Monk          | Coreia do Sul | [ 13 ] |
| 2004                                                | Taipai 21              | Taiwan        | [ 14 ] |
| 2005                                                | Taegukgi               | Coreia do Sul | [ 15 ] |
| 2006                                                | The Unwanted Woman     | Irão          | [ 16 ] |
| 2007                                                | —                      | —             | [ 17 ] |
| 2008                                                | —                      | —             | [ 17 ] |
| 2009                                                | Rainbow Troops         | Indonésia     | [ 18 ] |
| 2010                                                |                        |               |        |
| 2011                                                | Janala                 | Índia         | [ 19 ] |
| 2012                                                | Life Without Principle | Hong Kong     | [ 20 ] |
| 2013                                                | Like Father, Like Son  | Japão         | [ 21 ] |
| 2014                                                | —                      | —             | [ 22 ] |
| 2015                                                | —                      | —             | [ 23 ] |
| 2016                                                | —                      | —             | [ 23 ] |
| 2017                                                | The Unnamed            | Bangladesh    | [ 24 ] |
| 2018                                                |                        |               |        |
| 2019                                                |                        |               |        |
| 2020                                                | Guang                  | Malásia       | [ 25 ] |
| 2023                                                |                        | Macau         |        |
| 2024                                                | Lahn Mah               | Tailândia     |        |
| "—" indica que o festival não se realizou nesse ano |                        |               |        |